# Porteña
Porteña is een plaats in het Argentijnse bestuurlijke gebied  San Justo in de provincie Córdoba. De plaats telt 4.624 inwoners.